# 123ª Brigata fucilieri motorizzata delle guardie "Eroe dell'Unione Sovietica Kliment Vorošilov"
La 123ª Brigata autonoma fucilieri motorizzata delle guardie "Eroe dell'Unione Sovietica Kliment Vorošilov" (in russo 123-я отдельная гвардейская мотострелковая бригада имени Героя Советского Союза Климента Ворошилова?, 123-ja otdel'naja gvardejskaja motostrelkovaja brigada imeni Heroja Sovetskogo Sojuza Klimenta Vorošilova, unità militare 40463) è un'unità di fanteria meccanizzata delle Forze terrestri russe, subordinata alla 3ª Armata combinata delle guardie del Distretto militare meridionale e con base a Luhans'k.

## Storia
La brigata è stata costituita come 2ª Brigata fucilieri motorizzata (unità militare 73438) il 1º novembre 2014 sulla base di unità della Milizia Popolare di Lugansk, fra le quali il Battaglione "Zarja", che avevano preso parte alle prime fasi della guerra del Donbass. Elementi della brigata sono stati impiegati nella battaglia di Debal'ceve all'inizio del 2015. A luglio Bloomberg ha riportato una dichiarazione del Servizio di sicurezza dell'Ucraina secondo cui il comando della brigata era stato assegnato al maggior generale dell'esercito russo Oleg Cekov, ex comandante della 200ª Brigata fucilieri motorizzata trasferito in Ucraina con lo pseudonimo di Oleg Turnov. Successivamente Cekov è stato sostituito da un altro ufficiale russo, il colonnello Andrej Ruzinskij. Il 5 settembre 2016 il Capo della Repubblica Popolare di Lugansk Igor' Plotnickij ha ufficialmente intitolato la brigata al maresciallo sovietico Kliment Vorošilov, originario di Lysyčans'k, città nell'Oblast' di Luhans'k.

### Invasione russa dell'Ucraina
Durante l'invasione russa dell'Ucraina del 2022 la brigata è stata impiegata sul fronte del Donbass, prendendo parte ai combattimenti presso Rubižne e in seguito alla battaglia di Sjevjerodonec'k. Il 7 marzo è stato ucciso durante un'azione di combattimento il comandante del 3º Battaglione "Hooligan", tenente colonnello Denis Kudrin, vicino al villaggio di Kuzutivka. Dopo la caduta di Sjevjerodonec'k e Lysyčans'k ha continuato ad avanzare verso ovest, occupando alcuni villaggi in direzione di Sivers'k. Alla fine del 2022 tutte le milizie del Donbass sono state integrate organicamente nell'esercito regolare russo, venendo subordinate all'8ª Armata combinata, e la 2ª Brigata della RPL è stata ribattezzata 123ª Brigata fucilieri motorizzata delle guardie. Nel febbraio 2023 elementi della brigata hanno partecipato alla battaglia di Bachmut. In primavera è stata nuovamente trasferita nel settore di Sivers'k, dove nei mesi successivi si è scontrata con le forze ucraine presso Berestove, Bilohorivka e Vesele. Il 17 luglio è stato ucciso da un drone della 10ª Brigata ucraina il comandante della brigata, colonnello Denis Ivanov. A settembre la brigata è stata schierata nell'area di Soledar per rinforzare il 137º Reggimento della 106ª Divisione aviotrasportata, riuscendo a fermare l'avanzata ucraina verso sud. Ad aprile 2024 elementi della brigata sono stati impiegati a sostegno della 98ª Divisione aviotrasportata durante i combattimenti per Ivanivs'ke.
A settembre 2024 si è scontrata con elementi della 10ª Brigata d'assalto da montagna e della 118ª Brigata di difesa territoriale, riuscendo a occupare il villaggio di Spirne insieme alla 6ª Brigata fucilieri motorizzata. All'inizio di ottobre le due unità hanno subito pesanti perdite nel corso di infruttuosi assalti con l'obiettivo di occupare Verchn'okam'jans'ke e Hryhorivka. All'inizio di novembre la brigata ha nuovamente tentato un importante attacco contro le posizioni della 10ª Brigata ucraina nei pressi di Vyïmka, che è stato respinto con la distruzione di numerosi veicoli da combattimento. Il 16 novembre il comandante della brigata, colonnello Roman Škroba, è stato arrestato nell'ambito di una massiccia epurazione della leadership della 3ª Armata, con l'accusa di aver nascosto al comando supremo le perdite e la reale situazione sul campo di battaglia del fronte di Sivers'k, ingannando i propri superiori con false conquiste territoriali.

## Struttura
- Comando di brigata[1]
- 1º Battaglione fucilieri motorizzato "Zarja"
- 2º Battaglione fucilieri motorizzato "Don"
- 3º Battaglione fucilieri motorizzato "Hooligan"
- 296º Battaglione fucilieri
- Battaglione corazzato (T-72B3M)
- Gruppo d'artiglieria
  - Battaglione artiglieria semovente (2S1 Gvozdika)
  - Battaglione artiglieria lanciarazzi (BM-21 Grad)
- Battaglione artiglieria missilistica contraerei
- Battaglione ricognizione
- Compagnia genio
- Compagnia cecchini
- Compagnia comunicazioni
- Compagnia logistica
- Compagnia manutenzione
- Compagnia medica

## Comandanti
- Maggior generale Oleg Cekov (2014 - 2015)[25]
- Colonnello Andrej Ruzinskij (2015 - 2016)[26]
- Colonnello Denis Ivanov (febbraio 2022 - luglio 2023) †[15]
- Colonnello Roman Škroba (luglio 2023 - novembre 2024)[27]